# ساعت تابستانی اروپای مرکزی
ساعت تابستانی اروپای مرکزی (CEST) یکی از نام‌های تغییر ساعت برای صرفه جویی در زمان روز در اروپای مرکزیست (یوتی‌سی ۲:۰۰+). در حالت عادی زمان در اروپای مرکزی ۱ ساعت از گرینویچ جلوتر است (یوتی‌سی ۱:۰۰+)

## استفاده‌کنندگان
کشورهای زیر به صورت مداوم در تابستان از این زمان استفاده می‌کنند:
- آلبانی، استفادهٔ مداوم از ۱۹۷۴
- آندورا، استفادهٔ مداوم از ۱۹۸۵
- اتریش، استفادهٔ مداوم از ۱۹۸۰
- بلژیک، استفادهٔ مداوم از ۱۹۸۰
- بوسنی و هرزگوین، استفادهٔ مداوم از ۱۹۸۳
- کرواسی، استفادهٔ مداوم از ۱۹۸۳
- جمهوری چک، استفادهٔ مداوم از ۱۹۷۹
- دانمارک، استفادهٔ مداوم از ۱۹۸۰
- فرانسه، استفادهٔ مداوم از ۱۹۷۶
- آلمان، استفادهٔ مداوم از ۱۹۸۰
- جبل طارق، استفادهٔ مداوم از ۱۹۸۲
- مجارستان، استفادهٔ مداوم از ۱۹۸۰
- ایتالیا، استفادهٔ مداوم از ۱۹۶۶
- لیختن‌اشتاین
- لوکزامبورگ، استفادهٔ مداوم از ۱۹۷۷
- مالت، استفادهٔ مداوم از ۱۹۷۴
- موناکو، استفادهٔ مداوم از ۱۹۷۶
- مونته‌نگرو، استفادهٔ مداوم از ۱۹۸۳
- هلند، استفادهٔ مداوم از ۱۹۷۷
- نروژ، استفادهٔ مداوم از ۱۹۸۰
- لهستان، استفادهٔ مداوم از ۱۹۷۷
- جمهوری مقدونیه، استفادهٔ مداوم از ۱۹۸۳
- سن مارینو، استفادهٔ مداوم از ۱۹۶۶
- صربستان، استفادهٔ مداوم از ۱۹۸۳
- اسلواکی استفادهٔ مداوم از ۱۹۷۹
- اسلوونی، استفادهٔ مداوم از ۱۹۸۳
- اسپانیا (به جز جزایر قناری، که از Western European Summer Time استفاده می‌کند)، استفادهٔ مداوم از ۱۹۷۴
- سوئد، استفادهٔ مداوم از ۱۹۸۰
- سوئیس، استفادهٔ مداوم از ۱۹۸۱
- واتیکان، استفادهٔ مداوم از ۱۹۶۶

ساعت تابستانی اروپای مرکزی در سال‌های ۱۹۹۳–۱۹۹۵ در پرتغال و ۱۹۹۸–۱۹۹۹ در لیتوانی استفاده می‌شد.